# アルキダモス5世
アルキダモス5世（希: Ἀρχίδαμος Ε΄、英: Archidamus V、在位：紀元前228年-紀元前227年）はエウリュポン朝のスパルタ王であり、エウリュポン朝の祖プロクレスの血を引く最後の王である。
アルキダモス5世はエウダミダス2世の子であり、アギス4世の弟である。アギス4世が紀元前241年に殺害された後、身の危険を感じたアルキダモスはメッセニアに逃げた。紀元前228年（あるいは紀元前227年）、その時共同統治者がいなかった（通常スパルタはアギス家とエウリュポン家から一人ずつ王を出し、共同統治していた）アギス家の王クレオメネス3世はアルキダモスを呼び戻し、アルキダモスは王位に就いたが、その後早々と暗殺された。プルタルコスはアギスの殺害者たちによって殺されたとしているが、ポリュビオスはアルキダモス殺害の犯人はクレオメネスであると主張している。
次の王位にはクレオメネスの弟エウクレイダスが就いた。